# Hot like Fire
Hot like Fire è un singolo della cantante statunitense Aaliyah, pubblicato il 16 settembre 1997 come sesto estratto dal secondo album in studio One in a Million. In seguito è stato pubblicato un remix della canzone, in chiave hip hop soul prodotto da Timbaland, Timbaland's Groove Mix.

## Descrizione
Il brano ha un sample di Moments in Love del gruppo pop Art of Noise mentre il remix di Timbaland Tom's Diner di Suzanne Vega. La canzone parla di una relazione tra un uomo e una donna; Aaliyah dice che vorrebbe che il suo ragazzo aspettasse ancora un po' prima di avere un rapporto sessuale con lei finché lei non si sentirà pronta. Aaliyah canta in quasi tutta la canzone, Timbaland contribuisce e Missy Elliott dice più volte I'ma make it hot like fire  all'inizio della canzone.

## Promozione
Aaliyah si esibì con Hot like Fire al Summer Jam 1997 sponsorizzata dalla stazione radio newyorkese Hot 97 il 10 agosto del 1997. Il brano fu anche eseguito durante il talk show americano VIBE.

## Video musicale
Il video per la canzone è stato diretto dal regista Lance Un Rivera. Fatima Robinson ha diretto la coreografia del video. Nel video compaiono Missy Elliott e Timbaland, Static Major, Lil' Kim, il duo R&B Changing Faces e il collettivo rap Junior M.A.F.I.A.. 
Il video si apre con uno scenario estivo e caldo. Ci troviamo in un quartiere urbano e ci sono molte persone. Aaliyah guida una macchina rossa e, seduta al suo fianco, c'è Missy Elliott. Lo scenario cambia quasi immediatamente: ora abbiamo uno scenario notturno e Aaliyah scende dalla macchina e canta il ritornello su un palco circondata da ballerini. Durante il secondo verso vediamo la cantante ballare con tutta la folla per poi tornare, nuovamente, sul palco a cantare il ritornello.

## Cover
Il gruppo britannico indie The xx ha inciso una cover della canzone come bonus track del loro primo album.
La rapper statunitense Angel Haze ha realizzato una cover della canzone che venne inserita nel suo terzo mixtape Reservation. La cover presenta il beat, il ritornello originale di Aaliyah e alcuni elementi vocali di Missy Elliott, oltre a strofe originali scritte dalla rapper.

## Classifiche
| Classifica (1997/1998             | Posizione massima |
| --------------------------------- | ----------------- |
| Regno Unito                       | 30                |
| Stati Uniti (R&B/Hip-Hop Airplay) | 31                |